# Telipogon hauschildianus
Telipogon hauschildianus är en orkidéart som beskrevs av Lothar Alfred Braas. Telipogon hauschildianus ingår i släktet Telipogon och familjen orkidéer. Inga underarter finns listade i Catalogue of Life.